# شرکت‌های بزرگ ایرانی پیش از انقلاب اسلامی ۱۳۵۷
شرکت‌های بزرگ ایرانی پیش از انقلاب اسلامی ۱۳۵۷، شامل مجموعه‌ای از مؤسسات و شرکت‌هایی هستند که در دوران پهلوی، به‌ویژه در دهه‌های ۱۳۳۰ تا ۱۳۵۰ خورشیدی، در اقتصاد ایران نقش مهمی ایفا کردند. این شرکت‌ها در زمینه‌هایی چون صنعت، نفت، خودروسازی، بیمه، بانکداری، حمل‌ونقل، تولیدات مصرفی و صنایع دیگر فعال بودند. پس از انقلاب اسلامی، بسیاری از این شرکت‌ها مصادره، ملی، یا منحل شدند و سرنوشت‌های مختلفی داشتند.

## پیش‌زمینه تاریخی
در دورهٔ محمدرضا پهلوی، با اجرای برنامه‌های اصلاحات ارضی و انقلاب سفید و جذب سرمایه‌گذاری خارجی، شرکت‌های بزرگی در ایران تأسیس شدند که نقش مهمی در صنعتی شدن کشور ایفا کردند.

## فهرست شرکت‌های مهم و سرنوشت آن‌ها

### شرکت ملی نفت ایران
تأسیس در سال ۱۳۲۷ خورشیدی، مسئول استخراج، پالایش و صادرات نفت. پس از انقلاب، به شکل کنونی خود باقی ماند و اکنون تحت کنترل وزارت نفت فعالیت می‌کند.

### ایران ناسیونال (ایران خودرو)
تأسیس در ۱۳۴۱ توسط احمد خیامی و محمود خیامی. تولیدکننده خودروی پیکان. پس از انقلاب، مصادره شد و اکنون با نام ایران خودرو یکی از بزرگ‌ترین خودروسازان خاورمیانه است.

### بیمه ایران
بنیان‌گذاری در سال ۱۳۱۴. نخستین شرکت بیمه ایرانی. همچنان در مالکیت دولت است.

### شرکت کفش ملی
تأسیس در سال ۱۳۲۶، یکی از بزرگ‌ترین تولیدکنندگان کفش در ایران. پس از انقلاب، این شرکت به‌طور کامل ملی شد ولی به دلیل مشکلات مدیریتی و اقتصادی، تولید و فعالیت آن کاهش یافت و نهایتاً عملاً منحل شد.

### بانک ملی ایران
تأسیس در سال ۱۳۰۷. مهم‌ترین بانک تجاری ایران. پس از انقلاب، به فعالیت خود ادامه داد و ملی باقی ماند.

### شرکت صنایع غذایی مینو
تأسیس در سال ۱۳۳۷، تولیدکننده محصولات خوراکی متنوع. پس از انقلاب ملی شد و اکنون با مدیریت دولتی فعالیت می‌کند.

### سازمان شاهنشاهی خدمات اجتماعی
نهاد عام‌المنفعه تحت حمایت اشرف پهلوی که در زمینه سلامت، آموزش و رفاه فعالیت داشت. پس از انقلاب منحل و اموال آن مصادره شد.

### شرکت راه‌آهن سراسری ایران
گرچه تأسیس اولیه آن به دوره رضاشاه بازمی‌گردد، در دهه‌های ۱۳۳۰ تا ۱۳۵۰ گسترش زیادی یافت. اکنون به عنوان شرکت راه‌آهن جمهوری اسلامی ایران فعالیت دارد.

### شرکت کشت و صنعت نیشکر هفت‌تپه
تأسیس در سال ۱۳۴۰. پس از انقلاب به دولت واگذار شد اما در دهه ۱۳۹۰ به بخش خصوصی واگذار شد. مالکیت آن در چند مرحله تغییر کرد و در سال‌های اخیر به دست سرمایه‌گذاران بخش خصوصی رسیده است و با چالش‌های مدیریتی و اعتصابات کارگری مواجه بوده است.

### گروه صنعتی بهشهر
فعال در تولید روغن، مواد شوینده و … متعلق به اسدالله عسگراولادی. پس از انقلاب ملی شد و اکنون زیرمجموعه ستاد اجرایی فرمان امام است.

### شرکت بلر
فعال در تولید لوازم خانگی و برقی، پس از انقلاب فعالیت آن متوقف و شرکت منحل شد.

### شرکت تلویزیون پارس
تولیدکننده لوازم صوتی و تصویری. پس از انقلاب به دلیل مشکلات مالی و مدیریتی، منحل شد.

### شرکت آزمایش
فعال در صنعت لوازم خانگی و تجهیزات برقی، پس از انقلاب مصادره و در سال‌های بعد به بخش خصوصی واگذار شد بخش‌های زیادی از آن منحل و ماشین آلات و زمین کارخانه فروخته شد.

### شرکت ارج
تأسیس در سال ۱۳۲۲، یکی از نخستین و بزرگ‌ترین شرکت‌های تولید لوازم خانگی بود.

### شرکت یک و یک
شرکت یک و یک از تولیدکنندگان لوازم خانگی و صوتی تصویری در دهه‌های ۱۳۴۰ و ۱۳۵۰ بود. این شرکت به‌عنوان یکی از برندهای معتبر ایرانی مطرح بود اما پس از انقلاب به دلایل مدیریتی و اقتصادی تعطیل یا منحل شد.

### شرکت چین چین
شرکت چین چین، تولیدکننده نوشیدنی‌های غیر الکلی و آب معدنی، در دوران پهلوی رشد قابل توجهی داشت. پس از انقلاب ملی شد و در دهه‌های بعد به بخش خصوصی واگذار شد و همچنان در بازار ایران فعالیت می‌کند.

### شرکت کفش تبریز
یکی از برندهای مهم تولید کفش که در دهه‌های پیش از انقلاب فعالیت گسترده‌ای داشت. پس از انقلاب به دلیل مشکلات اقتصادی و رقابت با واردات کاهش تولید و فعالیت یافت.

### شرکت پارس خودرو (ایران کاوه)
فعال در صنعت خودروسازی و قطعات خودرو، این شرکت پس از انقلاب ملی شد و سپس به شرکت‌های زیرمجموعه ایران خودرو پیوست.

### شرکت سیمان تهران
یکی از بزرگ‌ترین کارخانه‌های تولید سیمان ایران که در دهه‌های ۳۰ تا ۵۰ به سرعت توسعه یافت و همچنان زیر نظر دولت فعالیت می‌کند.

### شرکت پارس‌الکتریک
تولیدکننده لوازم خانگی و برقی که در دهه ۵۰ تأسیس شد. پس از انقلاب ملی شد و سپس به بخش خصوصی واگذار گردید.

### شرکت شکلات‌سازی پارس (مینو)
بخشی از صنایع غذایی مینو بود که در زمینه تولید شکلات و قند فعال بود. پس از انقلاب دولتی شد.

### شرکت تهران پلاسکو
فعال در صنعت پلاستیک و تولید محصولات پلیمری. پس از انقلاب ملی و سپس خصوصی‌سازی شد.

### شرکت ارج
تأسیس در سال ۱۳۲۲، یکی از نخستین و بزرگ‌ترین شرکت‌های تولید لوازم خانگی ایران. پس از انقلاب مصادره شد ولی با مشکلات اقتصادی و مدیریتی روبه‌رو شد و نهایتاً فعالیت آن محدود و در سال‌های اخیر به شرکت‌های دیگر واگذار گردید.

## سرنوشت پس از انقلاب
پس از پیروزی انقلاب ۱۳۵۷، بسیاری از شرکت‌ها بر اساس قوانین جدید مصادره، ملی یا منحل شدند. برخی شرکت‌ها مانند شرکت ملی نفت، بانک ملی و بیمه ایران به فعالیت ادامه دادند. شرکت‌هایی چون کفش ملی، ارج، بلر و تلویزیون پارس به دلایل مدیریتی یا مالی منحل شدند. برخی نیز به بخش خصوصی واگذار شدند ولی چالش‌های متعددی در مسیر مدیریت و توسعه داشتند.